# Metolachlor
Metolachlor ist ein Gemisch von vier isomeren chemischen Verbindungen aus der Gruppe der Carbonsäureamide und Chloracetanilide. Die mindestens 80 % des (S)-Enantiomers enthaltende S-Metolachlor genannte Form war in der EU bis 2024 als Herbizid (Unkrautbekämpfungsmittel) zugelassen.

## Geschichte
Metolachlor wurde von Ciba-Geigy entwickelt. In den 1970er Jahren wurde die Wirkung von (rac)-Metolachlor beobachtet und ein Syntheseverfahren und ein Patent angemeldet. Ab 1978 wurde die Verbindung in großem Umfang (>10.000 t pro Jahr) produziert und ab 1982 die Stereoisomere in ihrer Wirkung einzeln untersucht, wobei sich die besondere Wirksamkeit von (S)-Metolachlor herausstellte. Nach einigen Versuchen mit Katalysatoren aus Rhodium- und Iridiumverbindungen wurde 1993 ein Prozess mit einem Iridium-Josiphos-Komplex (Iridiumferrocenyldiphosphin) für die großtechnische Produktion entwickelt. Im gleichen Jahr lief das Patent für (rac)-Metolachlor aus und 1996 startete die großtechnische Herstellung von (S)-Metolachlor. Heute stellt dieses eines der am häufigsten eingesetzten Herbizide in den USA dar. In Deutschland, Österreich und der Schweiz ist (RS)-Metolachlor in keinem zugelassenen Pflanzenschutzmittel enthalten. (S)-Metolachlor war dagegen in vielen Staaten der EU und ist nach wie vor in der Schweiz in mehreren Pflanzenschutzmitteln enthalten. Entsprechend ist das Grundwasser in der Schweiz mit Metolachlor und den verschiedenen Metaboliten von Metolachlor belastet.

## Gewinnung und Darstellung
Metolachlor wird heute durch stereoselektive Synthese gewonnen. Es kann durch Reaktion von 6-Ethyl-2-toluidin mit Methoxyaceton oder 2-Brommethoxypropan und anschließende Reaktion mit Chloressigsäurechlorid gewonnen werden.

## Stereochemie
Metolachlor kommt in zwei enantiomeren Formen vor (R)- bzw. (S)-Metolachlor, wobei die (S)-Form die wirksamere ist. Deshalb werden seit einiger Zeit Herstellungsverfahren bevorzugt, bei welcher vermehrt die (S)-Form erzeugt wird. Die mindestens 80 % des (S)-Enantiomers enthaltende Form wird S-Metolachlor (ISO-Name) genannt.
Eine Besonderheit besteht darin, dass die beiden Epimere zusätzlich als Atropisomere vorliegen, es gibt also vier Stereoisomere des Metolachlors. Beide Atropisomere von (S)-Metolachlor [(αR,1′S)- und das (αS,1′S)-Isomere] haben die gleiche biologische Wirkung. Andererseits sind beide Atropisomere von (R)-Metolachlor [(αR,1′R)- und (αS,1′R)-Isomer] inaktiv.

## Eigenschaften
Metolachlor ist eine in reiner Form geruchlose, farblose bis weiße Flüssigkeit; in technischer Form liegt das Gemisch als braune, ölige, sehr schwer entzündliche Flüssigkeit mit leicht süßlichem Geruch vor. Der Flammpunkt liegt bei 190 °C.

## Verwendung
Metolachlor wird als Herbizid (häufig auch in Kombination mit anderen Herbiziden wie z. B. Terbuthylazin oder Atrazin) gegen Gräser und Hirseunkräuter bei Mais, Sojabohnen, Erdnüssen und Baumwolle eingesetzt. Es wirkt durch Hemmung von Elongasen und der Geranylgeranyl-Pyrophosphat (GGPP) Zyklisierungsenzyme bei Gibberellinen.
In Deutschland waren Herbizide mit dem Wirkstoff (S)-Metolachlor unter den Namen Gardo Gold und Dual Gold zugelassen.
In den USA wurde von 1998 bis 2002 (RS)-Metolachlor durch (S)-Metolachlor ersetzt, von dem 2012 mehr als 18.000 Tonnen eingesetzt wurden.

## Sicherheitshinweise
Die Verwendung von Metolachlor in Dekorationsgegenständen und Spielen ist nicht zugelassen.

## Zulassung
In der Europäischen Union war S-Metolachlor ab 2005 zugelassen. Die Zulassung lief zum 22. Januar 2024 aus, sodass Staaten der EU ihre Zulassung bis 23. April 2024 widerrufen mussten. Es wurde eine Aufbrauchfrist bis maximal 23. Juli 2024 festgelegt. In Deutschland sowie Österreich sind keine Pflanzenschutzmittel mit dem Wirkstoff S-Metolachlor mehr erhältlich. In der Schweiz wurde die Zulassung per 1. Oktober 2024 widerrufen. Die Aufbrauchfrist lief bis 1. Januar 2025.

## Ökologie
Metolachlor ist sehr giftig für Wasserorganismen. Der Median der EC50 (96 Std.) für Algen liegt bei 0,27 mg/l. Auch Fische und Krustentiere werden schon bei relativ geringen Konzentrationen geschädigt. In Deutschland wurde der Grenzwert für die zugelassene Konzentration in Oberflächengewässern im Jahresmittel auf 0,2 µg/l festgelegt. Die PNEC (predicted no effect concentration) wird, je nach Quelle, mit 0,91 µg/l beziehungsweise 0,2 µg/l angegeben.

## Externe Links zu erwähnten Verbindungen
1. ↑  Externe Identifikatoren von bzw. Datenbank-Links zu (S)-Metolachlor:  CAS-Nr.: 87392-12-9, EG-Nr.: 618-004-1, ECHA-InfoCard: 100.133.472, PubChem: 11140605, ChemSpider: 9315717, Wikidata: Q27157051.
2. ↑  Externe Identifikatoren von bzw. Datenbank-Links zu (R)-Metolachlor:  CAS-Nr.: 178961-20-1, ECHA-InfoCard: 100.149.210, PubChem: 11601631, ChemSpider: 9776388, Wikidata: Q27157049.